# まかせて★スプラッシュ☆スター★/「笑うが勝ち!」でGO!
「まかせて★スプラッシュ☆スター★/「笑うが勝ち!」でGO!」（まかせて スプラッシュ スター わらうがかちでゴー）は、うちやえゆか with Splash Stars/五條真由美のシングル。2006年2月22日にマーベラスエンターテイメントより発売された。

## 概要
テレビアニメ『ふたりはプリキュア Splash Star』の2曲主題歌を収録したスプリット・シングル。オープニングテーマの「まかせて★スプラッシュ☆スター★」はうちやえゆか with Splash Starsが、エンディングテーマの「「笑うが勝ち!」でGO!」は五條真由美が歌っている。CDジャケットには、キュアブルーム、キュアイーグレット、フラッピ、チョッピがプリントされている。
初回特典：ジャケットイラストステッカー
2011年2月にマーベラスエンターテイメントのCDの販売委託先がジェネオン・ユニバーサル・エンターテイメントジャパンからソニー・ミュージックディストリビューションに変更になったのに伴い、同年5月11日に再発版がリリースされており、このCDには別シングルで発売されている後期エンディングテーマ「ガンバランスdeダンス」も収録され、またオープニング・エンディングのノンテロップムービーを収録したDVD付属版も発売される。

## 収録曲
ジェネオン版
1. まかせて★スプラッシュ☆スター★ [3:46]
歌：うちやえゆか with Splash Stars
作詞：青木久美子、作曲：小杉保夫、編曲：家原正樹
テレビアニメ『ふたりはプリキュア Splash Star』オープニングテーマ
2025年現在、シリーズのオープニングテーマで唯一タイトルに『プリキュア』がついてない楽曲である。
2. 「笑うが勝ち!」でGO! [3:24]
歌：五條真由美
作詞：青木久美子、作曲：高取ヒデアキ、編曲：家原正樹
テレビアニメ『ふたりはプリキュア Splash Star』エンディングテーマ
ABCラジオ『吉田仁美のプリキュアラジオ キュアキュア♡プリティ』2014年4月エンディングテーマ
3. まかせて★スプラッシュ☆スター★（オリジナル・カラオケ） [3:47]
4. 「笑うが勝ち!」でGO!（オリジナル・カラオケ） [3:24]

ソニー・ミュージック版
1. まかせて★スプラッシュ☆スター★ [3:46]
2. 「笑うが勝ち!」でGO! [3:24]
3. ガンバランスdeダンス [3:57]
歌：五條真由美 with フラッピ&チョッピーズ
作詞：青木久美子、作曲：小杉保夫、編曲：家原正樹
テレビアニメ『ふたりはプリキュア Splash Star』後期エンディングテーマ
4. まかせて★スプラッシュ☆スター★（オリジナル・カラオケ） [3:47]
5. 「笑うが勝ち!」でGO!（オリジナル・カラオケ） [3:24]
6. ガンバランスdeダンス（オリジナル・カラオケ）

ソニー・ミュージック版付属DVD
1. まかせて★スプラッシュ☆スター★（オープニング・ノンテロップムービー）
2. 「笑うが勝ち!」でGO!（前期エンディング・ノンテロップムービー）
3. ガンバランスdeダンス（後期エンディング・ノンテロップムービー）